# Erich Mendelsohn
Erich Mendelsohn (Allenstein, 21 marzo 1887 – San Francisco, 15 settembre 1953) è stato un architetto tedesco, considerato tra i maggiori interpreti dell'architettura espressionista.

## Biografia

### Gioventù e formazione
Erich Mendelsohn nacque il 21 marzo 1887 nella città prussiana di Allenstein, al n. 21 di Oberstrasse («il coincidere di tre eventi in questa giornata ebbe molto significato durante la sua vita: il 21 marzo è il compleanno di Bach, l'inizio della primavera e il giorno di san Benedetto» ricordava, con affetto, la moglie Louise). La madre, Emma Esther (nata Jaruslawsky) era una cappellaia, e il padre David (di mestiere negoziante) erano di modeste condizioni: riuscirono, tuttavia, a garantire un regime di vita più che decoroso al piccolo Erich, il quale si ritrovò a frequentare il Gymnasium di Allenstein, ricevendovi una formazione di stampo umanista e conquistandosi la fama di studente brillante ma flemmatico, per poi intraprendere un tirocinio commerciale presso il padre.

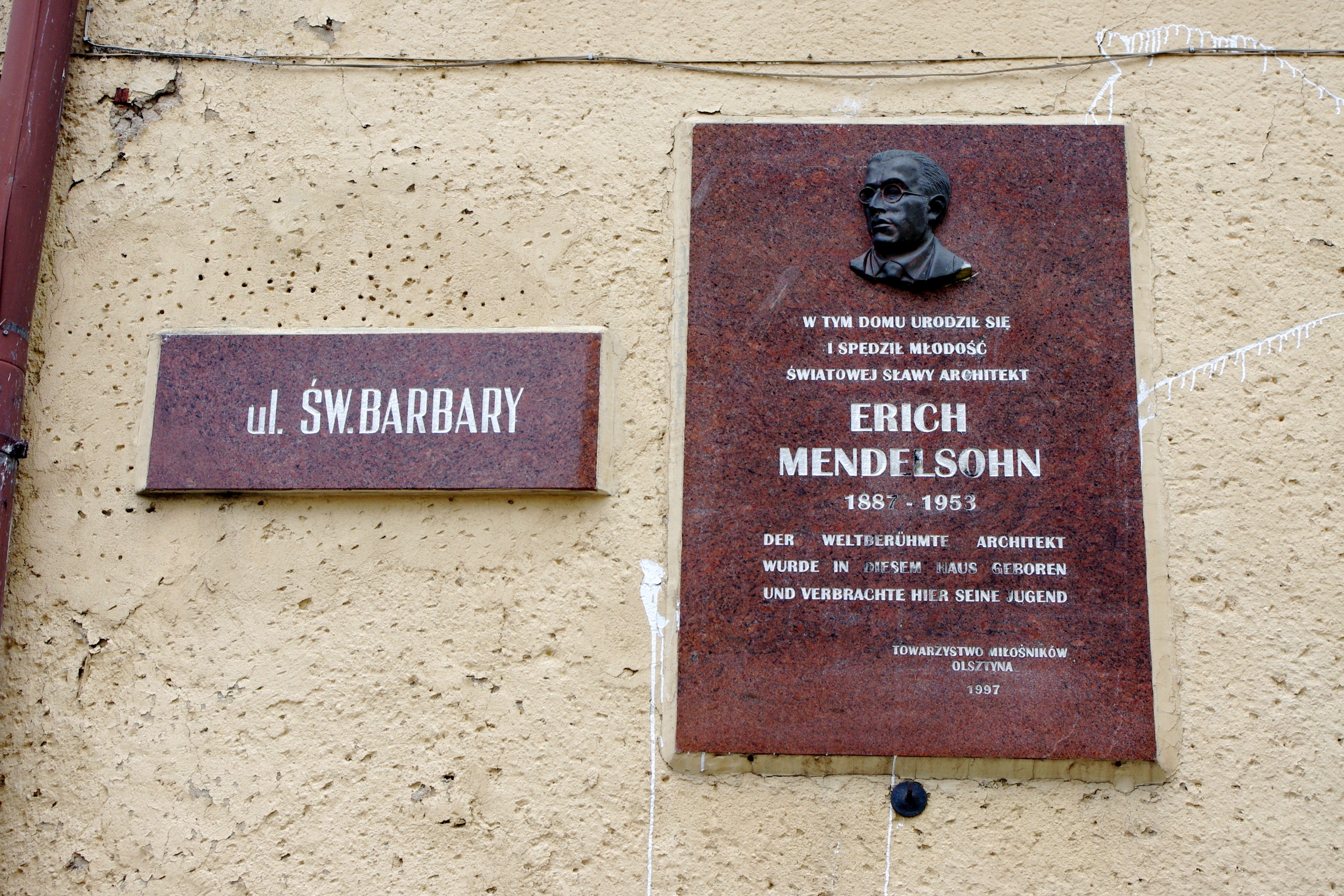
Epigrafe commemorativa affissa sulla casa natale di Erich Mendelsohn, a Olsztyn (Allenstein)

Il destino di Erich, tuttavia, non era quello di stare dietro il bancone di una bottega. Sin da fanciullo, infatti, egli coltivava il sogno dell'architettura, disciplina reputata professionalmente incerta dal padre ma che comunque suscitava nell'animo del giovane Mendelsohn vibranti emozioni («anche da bambino non faceva altro che costruire con la sabbia, con qualsiasi tipo di materiale che gli capitasse sotto mano» ricorda ancora la moglie Louise). Fu per questo motivo che, nel 1908, Mendelsohn si immatricolò alla Technische Hochschule di Berlino, per poi continuare gli studi all'università di Monaco di Baviera, dove si laureò nel 1914 cum laude. Nel frattempo, tra un lavoretto e l'altro - tale carriera universitaria, infatti, era particolarmente onerosa dal punto di vista economico, ed Erich dovette collaborare con i genitori per raccogliere il denaro necessario - Mendelsohn poté beneficiare del vibrante clima intellettuale e culturale della Monaco prebellica, nonché della conoscenza della futura moglie, Louise Maas, sposata nel 1915.
Un evento segnò irrimediabilmente, ma in maniera forse tutt'altro che negativa, la carriera di Mendelsohn: fu lo scoppio della prima guerra mondiale. Mendelsohn visse pienamente questo evento storico, tanto che tra il 1917 e il 1918 si ritrovò a combattere sul fronte russo: la tragicità della guerra di trincea, tuttavia, non distrusse la sua mente creativa, bensì la inebriò, stimolando, in maniera febbrile, una «stagione visionaria, magnetica, densa di terrori e speranze» durante la quale gli eventi [offrirono] incentivi più pressanti e provocatori dei testi d'arte. (Zevi). A parlare è lo stesso Mendelsohn:
(Erich Mendelsohn)

### L'astro espressionista
Per comprendere anche la personalitá dell'architetto occorre conoscerne i passi. La prima opera architettonica di Mendelsohn fu la cappella del cimitero ebraico di Allenstein datata nel 1911. Tra il 1914 e il 1917 disegnò case uniche come la casa Becker a Chemnitz del 1915. Fu quindi proprio sotto il fuoco bellico, più precisamente nel 1917, che Mendelsohn concepì quell'architettura destinata a renderlo universalmente conosciuto; sviluppava disegni, concepiva progetti che poté far conoscere restituendogli fama europea e che gli permisero l'incontro della vita nel 1919: si tratta dell'osservatorio di Potsdam, realizzato tra il 1919-1923, altrimenti noto come «torre Einstein» (Einsteinturm). L'osservatorio aveva lo scopo di studiare la diffrazione della luce nelle sue proprietà ottiche fisiche, concetti che erano il fondamento della teoria della relatività di Albert Einstein. Sotto alcuni aspetti ricorda opere di Antoni Gaudì a Barcellona come Casa Milà (1905-10) che sembra riprendere il concetto del "moto espressivo" dall'interno verso l'esterno dell'edificio, la struttura della propagazione delle onde (concetto caro a Leonardo da Vinci). La bozza progettuale di tale struttura fu prontamente inviata a Erwin Finlay Freundlich, astrofisico conosciuto per tramite della moglie che desiderava un oggetto architettonico in grado di tradurre in chiave edilizia le teorie della relatività di Albert Einstein, assurto a fama mondiale in quegli anni con la vincita del premio Nobel.

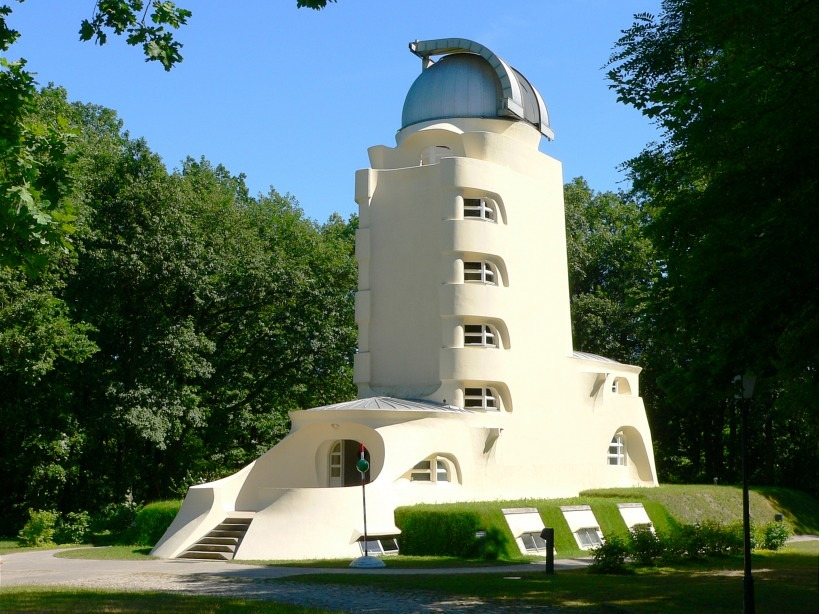
La torre Einstein di Potsdam

La costruzione della torre, destinata a consegnare il nome di Mendelsohn nelle pagine dei libri di storia dell'architettura, si sarebbe conclusa nel 1924. Nel frattempo Mendelsohn, una volta terminata la guerra, si trasferì a Berlino, dove per accrescere la propria notorietà organizzò una mostra di suoi disegni presso la galleria di Paul Cassirer. Malgrado alcune perplessità i disegni di Mendelsohn suscitarono molto interesse: fra gli ammiratori più ferventi va certamente menzionato Pinhas Rutenberg, ingegnere russo che - dopo essere giunto in possesso del catalogo della mostra - arrivò a proporre a Mendelsohn un progetto per l'elettrificazione della Palestina e ad effettuare insieme a lui un viaggio in quelle terre. Di tale esperienza, tuttavia, se ne parlerà più approfonditamente nel paragrafo I viaggi.
Come previsto dalla moglie Louise, per la quale i pensieri architettonici di Erich «sarebbero stati discussi, potevano essere respinti, forse acclamati», la mostra conobbe un'accoglienza molto eterogenea. Le perplessità e le discussioni accese da proposte così audaci furono in effetti notevoli, ma tra le tante critiche si levò un ammiratore entusiasta, Gustav Herrmann, titolare di una fiorente fabbrica di cappelli: fu per lui che Mendelsohn progettò nel 1921 il Cappellificio di Luckenwalde. Quest'edificio accrebbe la fama mondiale di Mendelsohn in maniera esplosiva e gli procurò numerose commissioni, a partire da quella della sede del quotidiano Berliner Tageblatt, risolta nella Rudolf-Mosse-Haus. Il proprietario di questo titolo giornalistico, il signor Lachmann-Mosse, apprezzando in maniera partecipe l'ingegno mendelsohniano, arrivò a finanziare all'architetto persino un viaggio negli Stati Uniti d'America da effettuarsi nell'autunno del 1924.

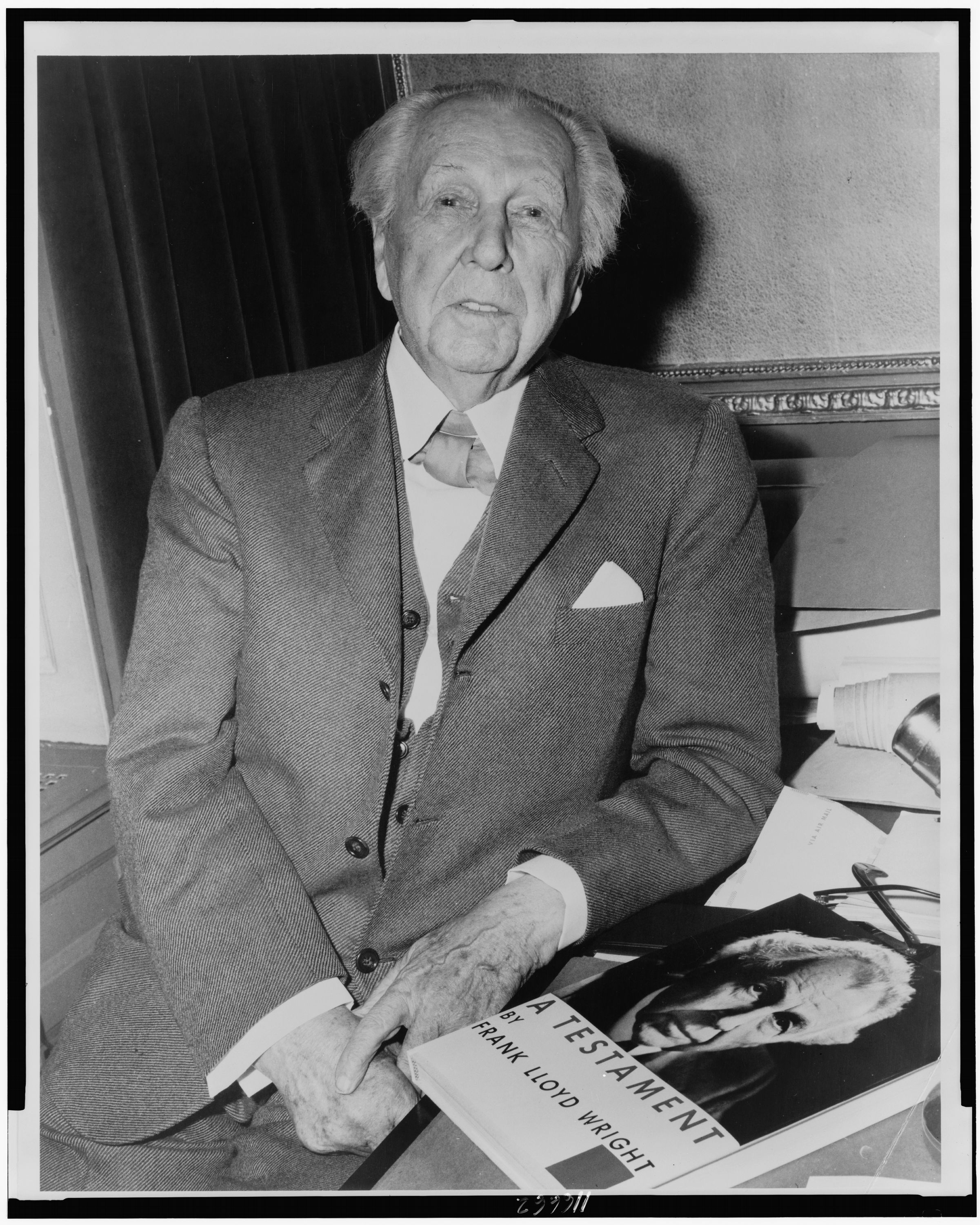
Fotografia di Frank Lloyd Wright

### I viaggi

#### L'intermezzo statunitense
Il Nuovo Continente stimolò in modo vitale la creatività di Mendelsohn, rimasto colpito soprattutto da New York, dagli edifici in scala monumentale (basti pensare ai grattacieli e da Taliesin, la leggendaria residenza estiva dell'architetto Frank Lloyd Wright. Dell'influenza esercitata da quest'ultimo su Mendelsohn se ne parlerà nel paragrafo Stile: ma fu l'America in generale a lasciare un'impronta profonda nella fantasia di Mendelsohn, il quale riunì le sue varie impressioni in un libro, Amerika, das Bilderbuch eines Architekten [America. Quaderno di schizzi di un architetto], edito nel 1926. Di seguito si riportano alcune frasi significative tratte dall'ultimo capitolo:
(Erich Mendelsohn)
Il desiderio di spingersi sino alla costa pacifica era forte, ma Mendelsohn rimase talmente infervorato da New York e dagli edifici di Wright da decidere di rimanere nell'Est e organizzarvi cicli di conferenze, nonostante lo scarso livello del suo inglese.

#### L'esperienza sovietica
Mendelsohn non fece neanche in tempo a ritornare in Germania che subito fu chiamato in Russia da una delegazione in rappresentanza delle Fabbriche Tessili Sovietiche. Era necessario, infatti, progettare un tinturificio che riuscisse con opportuni sistemi di ventilazione ad ammortizzare l'effetto nefasto dei vapori provenienti dalle vasche di tintura, senza per questo generare flussi d'aria troppo intensi (molti operai, infatti, iniziarono ad essere afflitti da feroci attacchi di polmonite a causa dei ventilatori asmatici ingenuamente predisposti in prima istanza per tentare di ovviare a questa problematica).

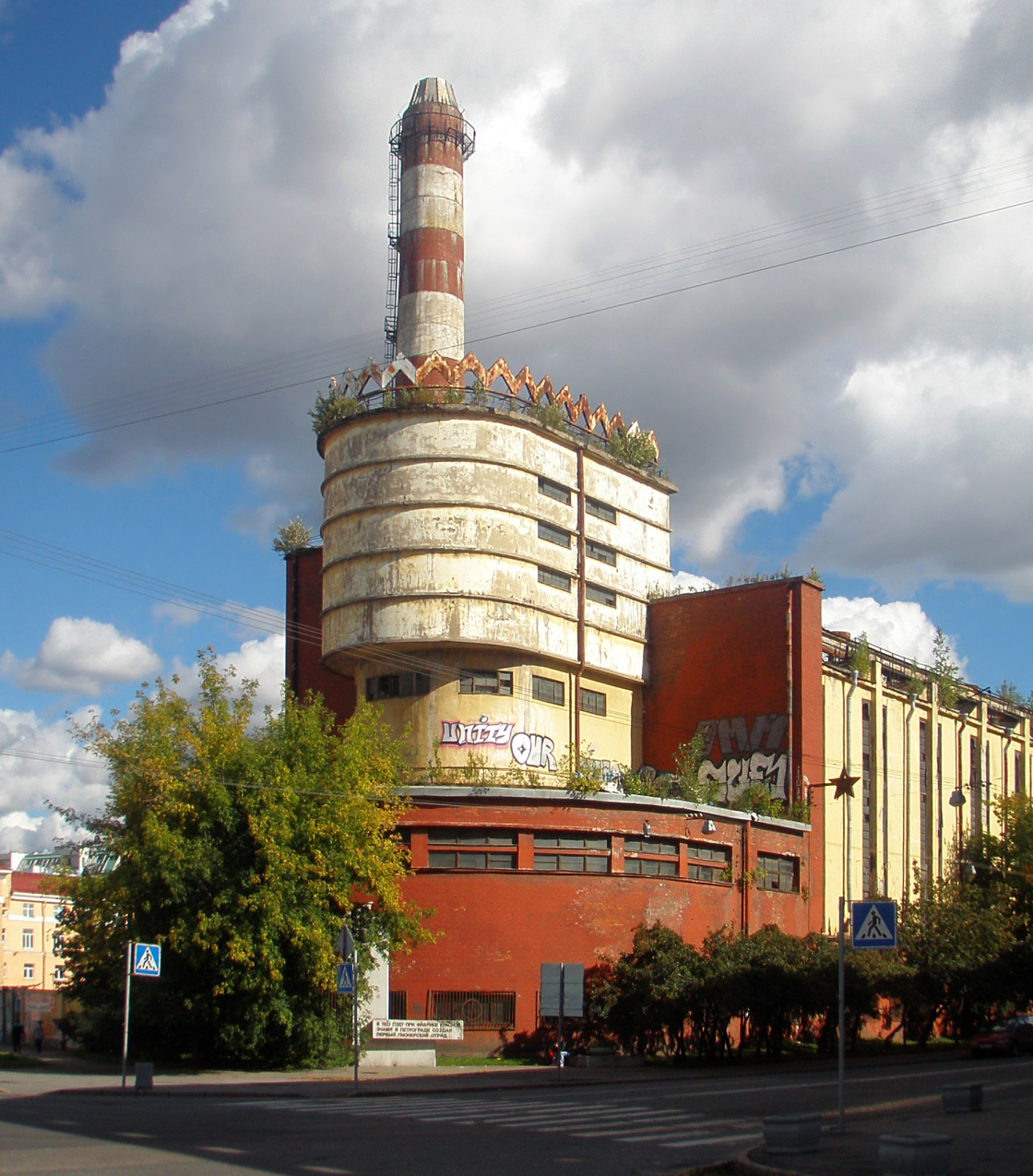
La fabbrica tessile di San Pietroburgo

Mendelsohn fu folgorato dall'idea di scoprire un mondo enigmatico e complesso come quello rappresentato all'epoca dall'Unione Sovietica: anche i rappresentanti delle Fabbriche Tessili, d'altronde, erano galvanizzati di interagire con i processi tecnologici e costruttivi dell'Europa occidentale. La soluzione proposta da Mendelsohn prevedeva una cappa di aspirazione con un sistema annesso di cupole che, collocandosi al di sopra delle vasche di tinture, era in grado di alimentare un effetto camino lungo l'intera lunghezza del complesso edilizio e di garantire un'aerazione uniforme e costante dei locali, aumentando i volumi dell'aria di rinnovo e l'estrazione dell'aria inquinata. Recatosi a San Pietroburgo nel tardo autunno 1925, Mendelsohn trascorse in Russia un periodo indimenticabile, come ci è testimoniato dalla moglie Louise: 
Per Erich, pure qui impegnato in vari cicli di conferenze, la permanenza in Unione Sovietica fu senza dubbio formativa. L'incontro e lo scontro tra la civiltà americana e quella russa, apparentemente così antitetiche, generava secondo il giudizio di Mendelsohn - il quale, si sottolinea, aveva visitato ambedue i paesi in rapidissima successione - punti di tangenza assolutamente stimolanti. Di seguito si riporta un estratto del libro Russland, Europa, Amerika, ein architektonischer Querschnitt da lui curato: «Lo spirito di sacrificio, l'emotività, la religiosità immediata della Russia, unite alla perspicacia, all'energia franca dell'America, e tutto ciò portato all'alto livello dell'efficienza tecnica americana, si combinano in potenzialità magnifiche per il nuovo mondo; il cui problema, infatti, è costituito dall'assommare il finito della tecnologia all'infinito della vita».

#### In Palestina
Nonostante il funesto insorgere di un cancro all'occhio sinistro, domato a fatica con una serie di interventi, l'attività creativa di Mendelsohn non scemò e, anzi, recepì importanti stimoli. Fu proprio dopo le operazioni oftalmiche, infatti, che Mendelsohn partì in compagnia di Rutenberg alla volta della Palestina, raggiunta nel 1923 con tappe a Trieste, Alessandria e Qunterra. Anche il Mediterraneo, ammirato solo in gioventù in occasione di un viaggio in Italia, fu sorgente di impressioni indimenticabili per Mendelsohn, che scrisse:
(Erich Mendelsohn)

### L'esilio e la fine
Il tragitto professionale ed esistenziale di Mendelsohn subì una brusca battuta d'arresto nel 1933, anno in cui Hitler venne nominato Cancelliere dal presidente Hindenburg. Mendelsohn e la moglie avevano già percepito la velenosità dell'antisemitismo hitleriano con la lettura del Mein Kampf e, con l'ascesa di quest'ultimo al potere, temettero seriamente che la situazione potesse farsi ancora più esplosiva. Fu per questo motivo che i due coniugi fuggirono nei Paesi Bassi, con la consapevolezza di dover «iniziare una nuova vita, affrontare una nuova avventura», per citare le parole della moglie.

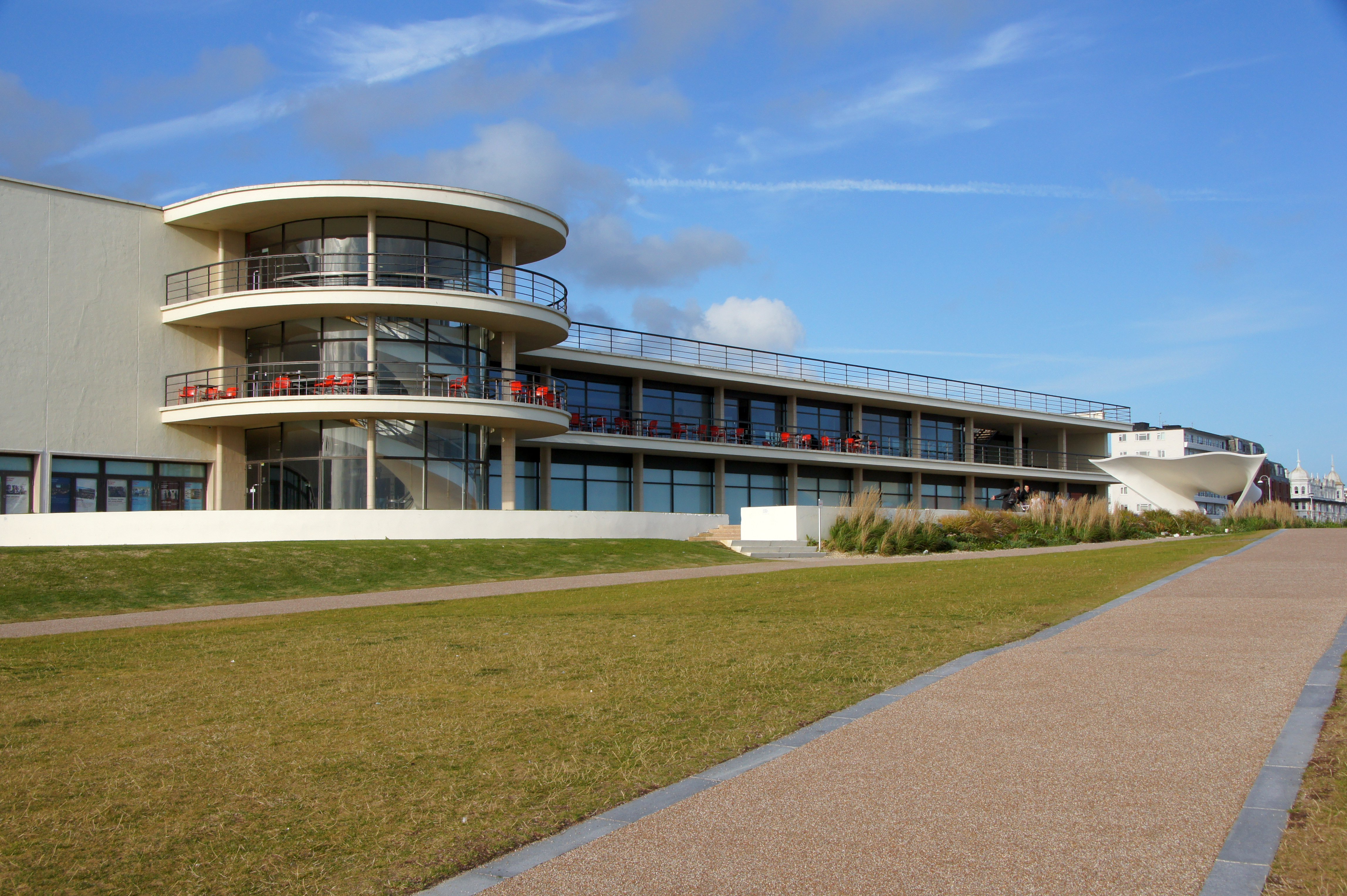
Il padiglione de La Warr

Seppur costretto in questo esilio forzato Mendelsohn in Olanda non si abbandonò all'inoperosità e subito si adoperò per istituire un'Accademia Europea e forgiarla nel sogno glorioso di un'Europa unita, dove «il Mediterraneo, ispiratore della civiltà occidentale per migliaia di anni, sarebbe stato lo sfondo atto a ispirare gli studenti nella ricerca delle eterne leggi dell'arte e dell'adattamento di esse alle esigenze del nostro tempo» (a parlare è sempre Louise). Quest'idea trovò il sostegno dell'architetto olandese Theodore Wydeveld e del pittore francese Amédée Ozenfant, i quali subito accorsero per concretare effettivamente questo progetto, il quale - nonostante gli innegabili progressi - continuava a rimanere, tutto sommato, decisamente incerto. A causa di alcuni dissapori sorti con Wydeweld e Ozenfant, nonché per via della drammatica situazione tedesca (era ormai palese a tutti la sete hitleriana di potere e di conquista, quindi di guerra), Mendelsohn perse rapidamente entusiasmo per il progetto dell'«Accademia Europa del Mediterraneo» e pertanto accettò nel giugno 1933 di stabilirsi in Inghilterra, avviandovi una discreta attività progettuale (padiglione De La Warr di Bexhill-on-Sea e laboratorio di ricerche per la Imperial Chemical Industry).

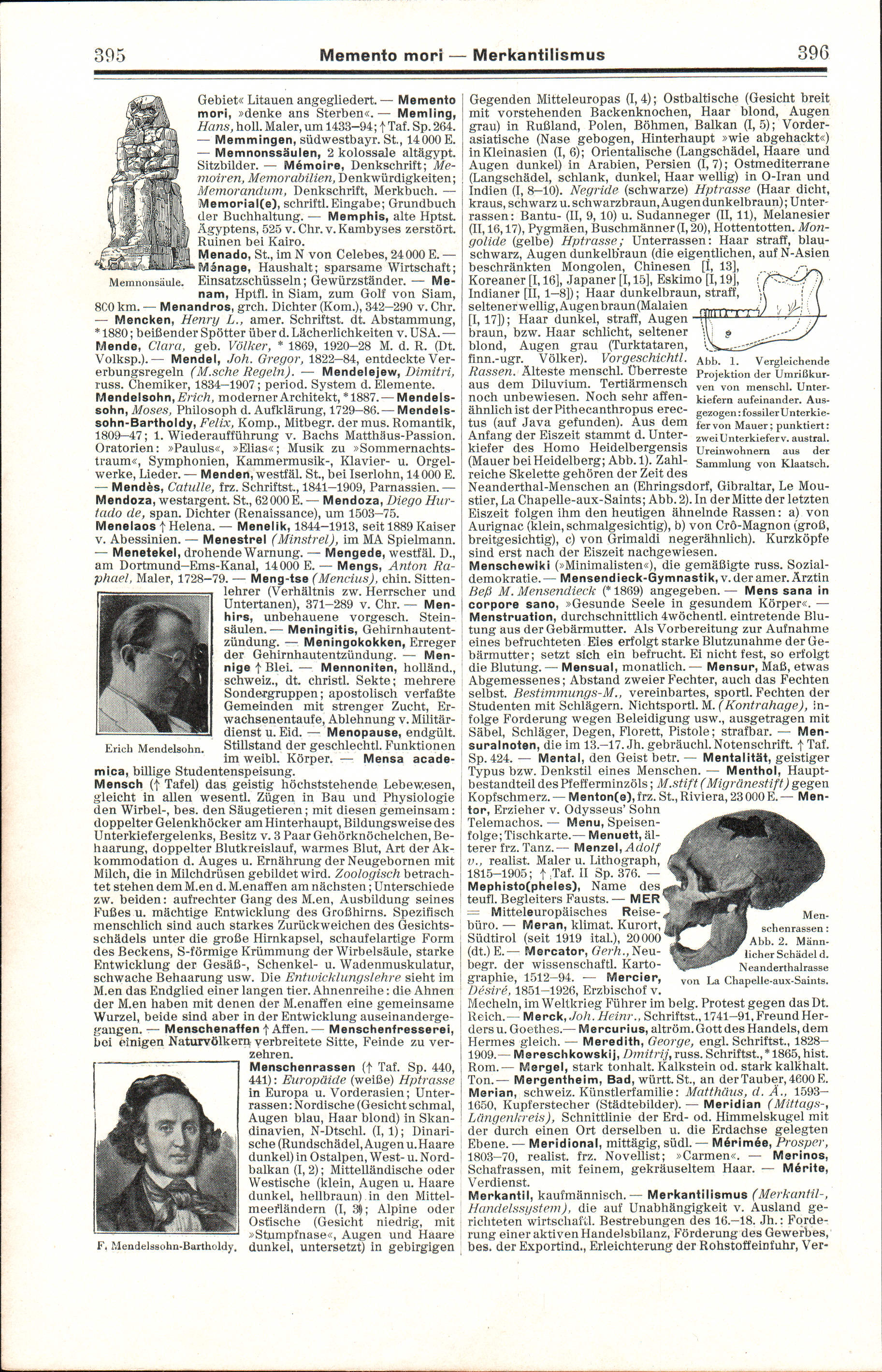
La fama di Mendelsohn era tale da farlo comparire persino come voce nel Meyers Blitz-Lexikon

Lontano dalla Germania, Mendelsohn ebbe anche l'opportunità di effettuare un secondo viaggio in Palestina in compagnia del professor Chaim Weizmann, capo dell'Organizzazione Mondiale Sionista, conosciuto grazie alla risonanza acquisita in Inghilterra dal padiglione marino di Bexhill. «Nulla era mutato: lo stesso chiasso, lo stesso sudiciume, la stessa vita araba piena di colore»: così la moglie riassume il secondo viaggio in terra giudea. Oltre ad ammirare le severe catene montuose palestinesi, i campi prosperi di aranceti e la variopinta multietnicità del porto di Giaffa in occasione di questo viaggio Mendelsohn progettò anche la casa dei Weizmann, la sede della Banca di Palestina, l'ospedale di Ḥaifā e il centro medico sul Monte Scopus a Gerusalemme: a questo lavoro affiancò pure un viaggio in Siria, dove ammirò le belle case arabe a patio locali, accuratamente progettate per fronteggiare le torride condizioni climatiche locali. Mendelsohn sarebbe tornato a Londra solo all'inizio del 1935.
La carriera professionale di Mendelsohn si concluse negli Stati Uniti, paese dove ritornò nel 1941. La sua notorietà era ormai sfolgorante, come testimoniato dal festino di benvenuto indetto dalla rivista Forum presso il Rockefeller Center e dalla mostra che gli venne dedicata dal Museum of Modern Art. Intanto si recò anche a San Diego, Los Angeles, New Orleans e San Francisco, dove continuò ad essere inondato di inviti e cocktail party:
(Louise Mendelsohn)
Le terribili condizioni climatiche dell'Ovest americano, caratterizzato da forti escursioni termiche, ebbero tuttavia conseguenze funeste sulla salute di Mendelsohn, che iniziò ad accusare dolori fortissimi. In questi anni conclusivi progettò case sulle colline della Bay Region, una sinagoga a St. Louis particolarmente influente sulla scena dell'architettura americana, tenne conferenze alla Harvard, Cornell, Ann Arbor, Oklahoma, Columbia e altri atenei altrettanto prestigiosi: furono insomma anni di vita attiva, ma sofferta, dato il tracollo fisico sempre più prossimo, sopraggiunto infine il 15 settembre del 1953, data della sua morte.

## Stile
Erich Mendelsohn è stato uno dei maestri del Modernismo, nonché uno degli interpreti più sensibili dell'architettura espressionista. Mendelsohn, infatti, pur essendo stato uno degli architetti più influenti del XIX secolo sfugge a quella semplicistica categorizzazione in quei canoni storiografici - ovverosia funzionalismo, razionalismo, e International Style - con i quali si avalla generalmente il dibattito architettonico novecentesco, risultando così ben distante dall'immagine canonica della modernità, di solito associata alla triade Gropius-Mies-Le Corbusier.

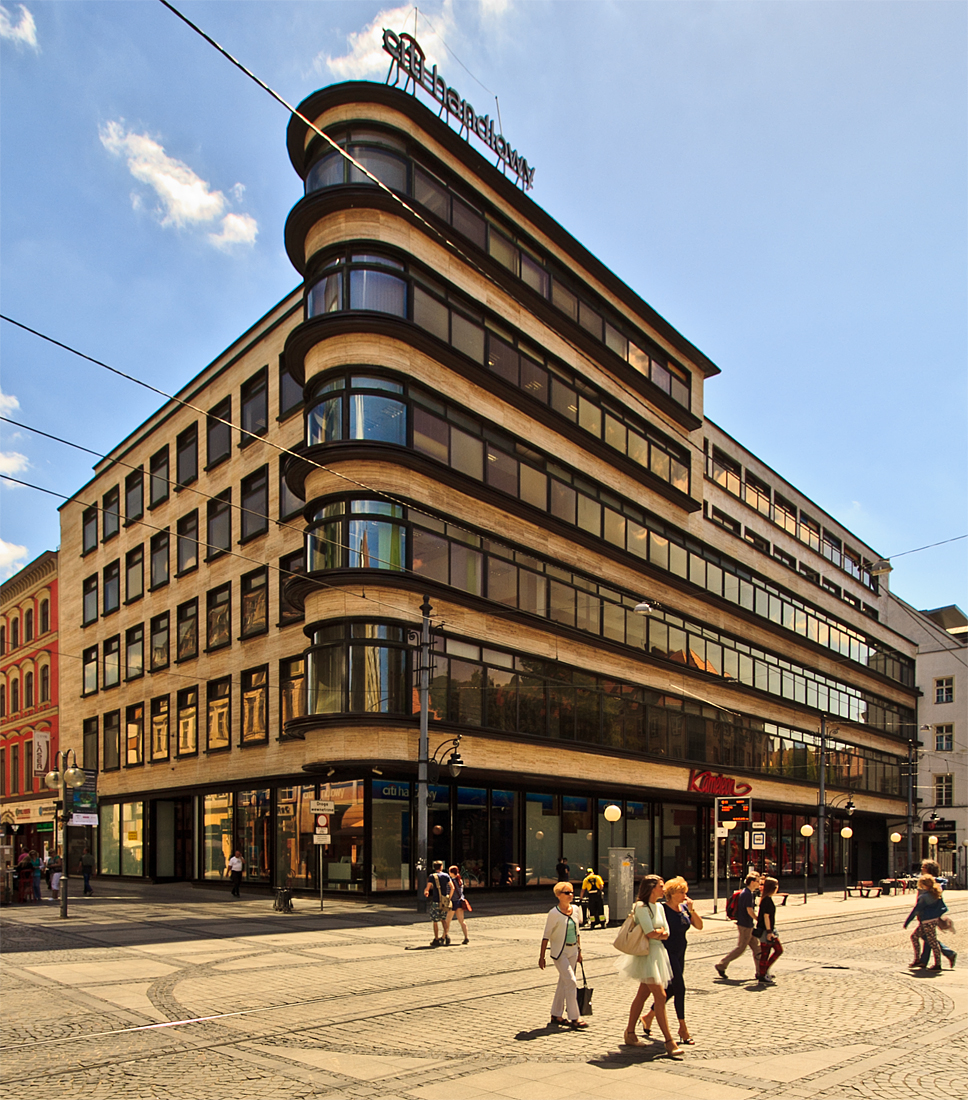
Grandi magazzini Petersdorf a Breslavia, Polonia

Il presupposto, tuttavia, risulta essere il medesimo: così come la summenzionata triade, infatti, «ispirandosi a una tradizione che sarà del funzionalismo, e cioè la denuncia all'esterno dei contenuti e delle funzioni dell'involucro edilizio, Mendelsohn conforma i suoi progetti su un archetipico stile macchinistico», in modo tale da realizzare «forme di meccanismi pregni di superiore razionalità e non mortificati da scelte di inutili simmetrie e decorativismi pseudoartistici» (Raffaele Raja). Mendelsohn, tuttavia, non si limita a rifugiarsi acriticamente nel dogma razionalista, bensì lo interpreta secondo le proprie esigenze espressive. Insofferente a l'ésprit de géometrie della cultura razionalista, infatti, Mendelsohn denuncia la propria sensibilità espressionista con l'adozione di linee fluide e dinamiche, in grado di esaltare i valori di sintesi plastica dell'architettura considerata, la quale viene plasmata secondo forme irregolari, irrequiete ed asimmetriche talmente vigorose da sembrare quasi abnormi, violente, drammatiche, se non brutali. Si osservi che molti, pur condividendo la sensibilità di Mendelsohn, la attuarono solo in irrealizzabili progetti utopistici, realizzati in periodi di crisi, per poi riapprodare a canoni meno espressionisti più in là nelle loro rispettive carriere: Mendelsohn, al contrario, non ha mai rinnegato le preferenze espressioniste della gioventù e, anzi, nella sua maturità architettonica le ha tonificate, dando loro forma architettonica con coerenza e continuità (Leonardo Benevolo, in tal senso, osserva che «la carriera di Mendelsohn è sicura, rettilinea, apparentemente senza esitazioni»). Questa soggettivizzazione così marcata, apparentemente irrealizzabile in termini architettonici, è resa possibile dall'onnipotenza dei sistemi e dei materiali costruttivi, i quali nel Novecento risultavano sempre più perfezionati: il cemento armato, materiale costruttivo che agli inizi del Novecento presentò uno sviluppo grandioso, erogava infatti delle prestazioni idonee per la realizzazione di corpi edilizi non rigidamente scatolari, bensì elastici, duttili, malleabili, quasi fluidificati (basti pensare all'osservatorio di Potsdam):
(Erich Mendelsohn)

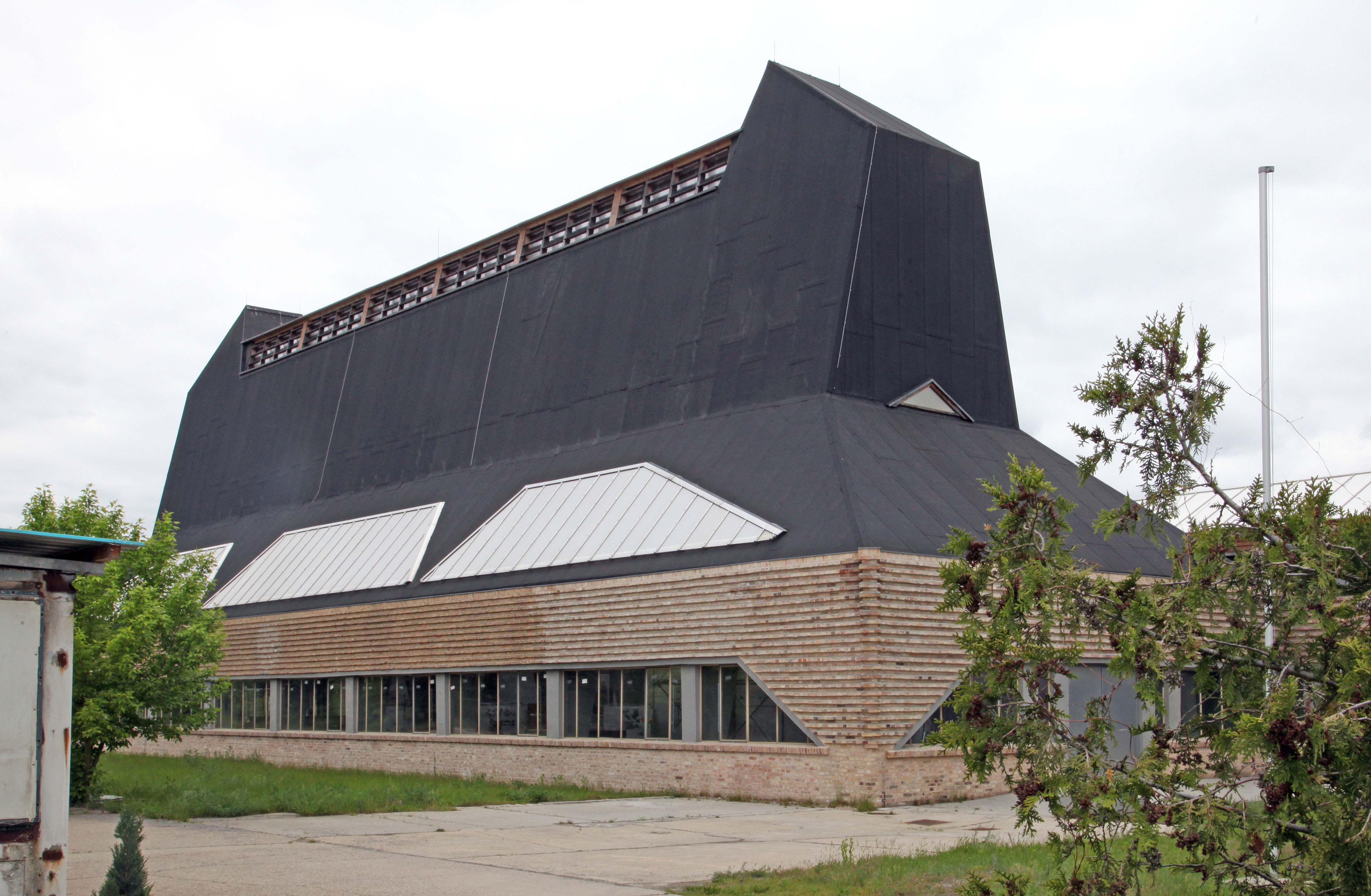
Fabbrica di Cappelli di Luckenwalde

Questo tuffo nell'espressionismo è inoltre così spericolato che è difficile rintracciare effettivi precedenti o ingredienti stilistici. Mendelsohn, infatti, non si è definito e maturato in un'esperienza architettonica precisa: tra le varie fonti individuate dai critici vi sono l'architettura ottocentesca, da Paxton ad Eiffel, le opere in cemento armato di Max Berg, le proposte di Antonio Sant'Elia e di Tony Garnier, le esperienze figurative di Kandinskij, Franz Marc e Paul Klee e quelle art nouveau di Otto Wagner, van de Velde e Charles Rennie Mackintosh. Come osservato dallo Zevi, tuttavia, «le citazioni sono così numerose e disparate da annullarsi vicendevolmente»: Mendelsohn, rifiutando di copiare servilmente, o di istituzionalizzare, un approccio architettonico, si pone in effetti come il «solo nato rivoluzionario della sua generazione», per usare le parole del dean dell'Ann Arbor University. Anche se per i motivi summenzionati è incompatibile allo status di maestro, comunque, se c'è una personalità architettonica che Mendelsohn ammirava esplicitamente, questa è quella di Frank Lloyd Wright. Verso Wright, incontrato nel Wisconsin nel 1924, Mendelsohn nutriva una devota venerazione, come si legge nel seguente brano, di suo pugno:
(Erich Mendelsohn)

## L'uomoMendelsohn
La moglie Louise nelle sue memorie ricostruisce un ritratto caratteriale di Erich Mendelsohn assai dettagliato. Ne emerge un uomo dalla personalità vulcanica e franca, consapevole del valore delle proprie origini ebree nonostante l'antisemitismo dilagante in Europa, ma anche umile, come si può leggere di seguito:
(Louise Mendelsohn)
Di particolare interesse è anche la Weltanschauung mendelsohniana in merito alla tanto sospirata formula per raggiungere il successo da architetti, fornita ai laureandi alla Scuola di Architettura dell'Università della California del Sud, cui lo stesso Mendelsohn confidò:
(Erich Mendelsohn)